# ويليام إي. سوير
ويليام إي. سوير (بالإنجليزية: William E. Sawyer)‏ هو مخترِع ومهندس أمريكي، ولد في 1850 في برونزويك في الولايات المتحدة، وتوفي في 15 أبريل 1883 في نيويورك في الولايات المتحدة.